# Gustavo Parisi
Gustavo Daniel Parisi (Ramos Mejía, Buenos Aires, 9 de junio de 1967), conocido como "Cucho" Parisi, es un cantautor argentino. Es conocido por ser una de las voces del grupo argentino Los Auténticos Decadentes desde su formación en 1986.

## Biografía
Parisi se crio en el pasaje El Zorzal del barrio de Liniers, en la ciudad de Buenos Aires, y luego se mudó a Ramos Mejía, en la zona oeste del conurbano bonaerense. Sus primeras influencias abarcan artistas como Queen, The Rolling Stones, Joy Division, The Specials, Sumo y Morrissey. Antes de dedicarse a la música Parisi estudió peluquería y probó suerte como comediante de Stand Up.
Comenzó su carrera en 1986, a los diecinueve años, con amigos de un colegio secundario del barrio de Almagro, entre ellos Jorge Serrano, Diego Demarco, Gustavo "Nito" Montecchia, Gastón "el Francés" Bernardou y Daniel Zimbello.
Ha editado hasta la fecha, con Los Auténticos Decadentes, un total de diez trabajos discográficos de estudio y ha compuesto, o coescrito junto a la banda, canciones que son consideradas grandes éxitos como: «La marca de la gorra»,  «Pochi Peluca», «Divina decadencia», «Enciendan los parlantes», «Pendeviejo», «Los piratas», «Vení Raquel», entre otros.
En 2021 fue participante de Showmatch: La Academia teniendo como compañeros de equipo a Melody Luz y Mariano Florido. Sin embargo, luego de 10 días fue el primer eliminado del concurso de talentos.
Es apasionado por el fútbol y del Club Atlético Independiente.[cita requerida].
Tiene una hija que se llama Violeta, conocida por ser influencer esotérica y espiritual en redes sociales